# وزارة العدل (الإمارات العربية المتحدة)
تأسست وزارة العدل بدولة الإمارات العربية المتحدة في عام 1971، بعد فترة وجيزة من إنشاء الحكومة الاتحادية. تشرف الوزارة على النظام القضائي في دولة الإمارات العربية المتحدة وأي خدمات الادعاء العام المرتبطة به. وتشمل المسؤوليات الأخرى تعيين القضاة وتوفير التراخيص للمحامين والمترجمين والخبراء القانونيين.

## قائمة الوزراء
| الرقم | الاسم                             | بداية الفترة | نهاية الفترة | ملاحظات                                     |
| ----- | --------------------------------- | ------------ | ------------ | ------------------------------------------- |
| 1     | عبد الله عمران تريم               | 1971         | 1972         | وزير العدل الأول (الفترة الأولى)            |
| 2     | أحمد بن سلطان بن صقر القاسمي      | 1972         | 1976         |                                             |
| 3     | محمد عبد الرحمن البكر             | 1977         | 1983         |                                             |
| 4     | عبد الله حامد المزروعي            | 1984         | 1989         |                                             |
| 5     | محمد بن أحمد بن حسن الخزرجي       | 1990         | 1990         | كان يُشار إليه بوزير العدل والشؤون الإسلامية |
| 6     | عبد الله عمران تريم               | 1990         | 1997         | الفترة الثانية                              |
| 7     | محمد نخيرة الظاهري                | 1997         | 2008         |                                             |
| 8     | هادف جوعان الظاهري                | 2008         | 2014         |                                             |
| 9     | سلطان بن سعيد البادي الظاهري      | 2014         | 2021         |                                             |
| 10    | عبد الله بن سلطان بن عواد النعيمي | 2021         | الآن         | الوزير الحالي                               |

## اقرأ أيضاً
- وزارة العدل
- سياسة دولة الإمارات العربية المتحدة